# De temporum ratione
De temporum ratione (DTR) ist eine Schrift, die Beda Venerabilis im Jahr 725 in lateinischer Sprache verfasst hat. Er arbeitet darin die Themen seiner früheren Schrift De temporibus weiter aus. Im Zentrum des Werkes steht der Osterzyklus, eine tabellarische Aufstellung der Osterdaten. Beda hat aber darüber hinaus alle ihm zugänglichen Angaben zur Zeit gesammelt, die dazu dienen konnten, dieses wichtige Thema der damaligen Christenheit zu beleuchten.

## Intention und Aufbau
In seiner praefatio führt Beda aus, dass seine Mitbrüder eine tiefere Analyse der Themen wünschten, die er in seiner Schrift De temporibus bearbeitet hatte, insbesondere im Hinblick auf die Berechnung des Osterdatums. Das umfangreiche Werk, das er daraufhin verfasste, gliedert sich in 3 Teile: mathematische und kalendertheoretische Techniken, Osterzyklus und Weltchronik. Antike, naturwissenschaftliche, christliche und kirchengeschichtliche Gedankengänge verschränken sich darin in besonderer Weise.

## Inhalt

### Technische und kalendertheoretische Themen (Kap. 1 – 43)
Im ersten Teil der DTR legt Beda mit sehr umfangreichen Darstellungen die Grundlagen für die späteren Ausführungen.
- Kap. 1–4: Antike Rechenverfahren, darunter die Fingerdarstellung der Zahlen (Fingeralphabet) (Kap. 1)
- Kap. 5–16: Zeiteinheiten von Tag über Woche bis Monat bei verschiedenen Völkern. In Kap, 15 die Monatsnamen der angli, also Engländer
- Kap. 17–29: Der Mond. Die Ausführungen in Kap 29 zum Einfluss des Mondes auf die Gezeiten des Meere gehen weit über das heraus, das er seinen antiken Quellen entnehmen konnte und wurden besonders gewürdigt[5]
- Kap. 30–41: Überleitung zum Osterzyklus: Bissextus (=Schaltjahr), saltus lunae und anderes

Die Ausführungen sind durchaus sachlich und exakt. Als Kind seiner Zeit und Lebensumstände ist es aber für Beda selbstverständlich, auch auf die in der Bibel mitgeteilte Schöpfungsgeschichte einzugehen und durch Zitate der Kirchenväter auszuschmücken (Kap. 5). Ebenso diskutiert er die Frage, wann der 1te Tag der Welt war (primus saeculi dies) und kommt zu dem Ergebnis, dass es zweifelsfrei ein 18. März war (Kap. 6).

### Der Osterzyklus (Kap. 44 – 65)
In diesem Teil seines Werkes orientiert sich Beda an der Ostertafel des Dionysius Exiguus. Diese umfasste die Jahre 532 bis 626 und beruhte auf dem 19-jährigen alexandrinischen Zyklus (siehe auch Artikel Dionysius Exiguus). Die Argumenta de titulis pascalis Aegyptiorum des Dionysius übernimmt Bede zum Teil wörtlich und passt nur das Datum an. So in Kap. 58:
cyclus lunae si vis nosse …, sume annos domini, utputa 725, et subtrahe semper duo, remanent 723. Hos partire per 19, remanent 1 = annus cyclus lunae
Bei Dionysius Exiguus (Argumentum VI): Si vis scire, quotus cyclus lunae est, … sume annos domini, ut puta 525 … Hos partire per 19, remanent 10
(Um das Jahr des Mondzyklus zu ermitteln, nimm das Jahr des Herrn (725/525) ziehe 2 ab und teile durch 19. Der Rest ist der gesuchte Wert)
Zusammen mit der DTR wurde eine Ostertafel herausgegeben, die Beda von Dionysius Exiguus übernommen und für die Jahre 722–1063 erweitert hatte. Wesentliche Spalten sind das laufende Jahr, Informationen zum Mondstand und – natürlich – das Datum des Ostersonntags.
Aber eben so wichtig wie die Berechnung des Osterzyklus ist für Beda der theologische Hintergrund. Die zentrale Aussage, dass Ostern am 1ten Sonntag nach dem 1ten Vollmond nach dem Frühlings-Äquinoktium (Kap. 59) zu feiern sei, begründet er mit ausführlicher Bibelexegese zu Moses 2, 12 (Exodus) (Kap. 63) und Zitaten des Kirchenvaters Augustin (Kap. 64). Auch verweist er mehrfach auf das Konzil von Nicäa.

### Weltchronik und Ende der Zeit (Kap. 66 – 71)
Beda beschließt auch dieses Buch über die Zeit wie De temporibus mit einer Weltchronik. Es ist allerdings eine wesentlich umfangreichere Darstellung. Hatte er sich in dem früheren Werk hauptsächlich an Isidor von Sevilla orientiert, benutzt er hier weitgehend die Chronik des Eusebius von Caesarea in der Übersetzung von Hieronymus. Darüber hinaus bearbeitet er als Quellen – selbstverständlich neben der Bibel – Orosius, den Liber Pontificalis, Rufinus von Aquileia, Flavius Josephus und andere mehr.
In der Hinführung zu der nach Jahren geordneten Aufstellung von Personen und Ereignissen übernimmt Beda von Augustinus die Einteilung der Zeit in 6 aetates von aetas I beginnend mit Adam bis aetas VI beginnend mit aduentum domini saluatoris in carnem (= Geburt Jesus Christus). Dieses Zeitalter dokumentiert er bis zu seiner eigenen Gegenwart, zu dem Leben und Tod seines Abtes Ceolfrid. Beda flicht in sein Geschichtswerk auch theologische Aussagen ein und gibt ihm damit besondere Bedeutung. Die gesamte Chronistik der Karolinger- und Ottonenzeit stand unter seinem beherrschenden Einfluss.

## Weiterwirken und Überlieferung
Beda hat mit diesem Werk die Grundlagen für eine eindeutige Fixierung des Osterfestes geschaffen und die Kontroverse der vorherigen Jahrhunderte beendet. Der Text wurde in weiten Teilen Europas verbreitet. Charles W. Jones listet 245 komplette Handschriften bzw. -teile auf. Stand zunächst der Osterzyklus im Vordergrund, so wurden später naturwissenschaftliche Teilthemen exzerpiert und in den (karolingischen) Schulbetrieb aufgenommen.
Die erste Druckausgabe erschien 1529 bei Johannes Sichard. Charles W. Jones edierte 1978 die Kapitel 1 – 65 zusammen mit der Chronikedition von Theodor Mommsen. Faith Wallis erstellte eine reich kommentierte Übersetzung in die englische Sprache. Eine Übersetzung in die deutsche Sprache liegt nicht vor.

## Textausgaben, Übersetzungen und Literatur
- Brigitte Englisch: Die artes liberales im frühen Mittelalter (5.–9. Jh.), Stuttgart 1994
- Anna-Dorothea V. den Brincken: Studien zur lateinischen Weltchronistik bis in das Zeitalter Ottos von Freising, Düsseldorf 1957
- Nadja Germann: De Temporum Ratione, Leiden/Boston 2006
- Charles W. Jones: Bedae: Opera de Temporibus, Cambridge-Massachusetts 1943
- Charles W. Jones: Bedae Venerabilis Opera, Pars VI; Opera didascalica 2, Turnholt 1977
- Charles W. Jones: Bedae Venerabilis Opera, Pars VI; Opera didascalica 3, Turnholt 1980
- Bruno Krusch: Studien zur christlich-mittelalterlichen Chronologie, Berlin 1938
- Theodor Mommsen: Monumenta Germaniae Historica, Chronica minora, Bedae chronica maiora ad a. 725, Berlin 1898
- Faith Wallis: Bede: The Reckoning of Time, Liverpool 1999

## Einzelbelege
1. ↑  diese und die folgenden Angaben:Faith Wallis: Bede: The Reckoning of Time, Index of sources
2. ↑  Charles W. Jones: Bedae: Opera de Temporibus, Preface, S. 75
3. ↑  Brigitte Englisch: Die artes liberales im frühen Mittelalter (5.–9. Jh.), S. 286 f.
4. ↑  Charles W. Jones: Bedae: Opera de Temporibus, Preface, S. 105 ff.
5. ↑  Faith Wallis: Bede: The Reckoning of Time, S. 307 ff.
6. ↑  Faith Wallis: Bede: The Reckoning of Time, S. 333
7. ↑  Bruno Krusch: Studien zur christlich-mittelalterlichen Chronologie, S. 59 ff.
8. ↑  Charles W. Jones: Bedae Venerabilis Opera, Pars VI; Opera didascalica 3, S. 549 ff.
9. ↑  Anna-Dorothea V. den Brincken: Studien zur lateinischen Weltchronistik, S. 112 f.
10. ↑  Augustinus: De Genesi contra Manichaeos, I, S. 35–41
11. ↑  Anna-Dorothea V. den Brincken: Studien zur lateinischen Weltchronistik, S. 113 f.
12. ↑  Brigitte Englisch: Die artes liberales im frühen Mittelalter (5.–9. Jh.), S. 280
13. ↑  Charles W. Jones: Bedae Venerabilis Opera, Pars VI; Opera didascalica 2, S. 241 ff.
14. ↑  Faith Wallis: Bede: The Reckoning of Time, S. LXXXV
15. ↑  Nadja Germann: De Temporum Ratione, S. 46